# بوبيدا
بوبيدا (بالروسية: Победа)‏، أي النصر) هي علامة تجارية روسية لساعات المعصم مملوكة لشركة مصنع بترودفوريتس للساعات «راكيتا». تم اختيار اسم العلامة التجارية من قبل ستالين نفسه في أبريل 1945، الذي أمر أن تكون الساعات الأولى جاهزة للسنة الأولى من احتفال النصر. خرج النموذج الأولي الأول من مصنع بينزا بحلول نهاية عام 1945، وخرج النموذج الأول للجمهور من مصنع كيروف للساعات في مارس 1946.

## تاريخ حركة الساعة «بوبيدا»
بناءً على التصميم الفرنسي، كانت حركة بوبيدا البسيطة المكونة من 15 جوهرة فعالة من حيث التكلفة وموثوقة وسهلة التصنيع والصيانة. قبل الحرب العالمية الثانية، وخلال فترة التصنيع السريع في الاتحاد السوفيتي، سعت الحكومة السوفيتية للحصول على تمويل وخبرة دولية في تطوير صناعة محلية للساعات. في النهاية تم اختيار شركة ليب الفرنسية المصنعة للساعات التي أسست مصنعًا جديدًا للساعات في بينزا حيث أجازوا تصميمات حركة عديدة للمؤسسة الجديدة. تم تطوير تصميم واحد يرجع تاريخه إلى عام 1908، وهو حركة R-26، وأعيد تسميته إلى K-26، مع تعديلات كبيرة على التصميم الأصلي. عطلت الحرب العالمية الثانية هذه الخطط مؤقتًا، ولكن بعد انتصار الحلفاء، تم الانتهاء من تصميم هذه الساعة بسرعة في بينزا، وبدأ الإنتاج الكامل في مصنع موسكو الأول للساعات. اختار جوزيف ستالين اسم بوبيدا (النصر) للاحتفال بنهاية الحرب.

## مصانع أنتجت تحت العلامة التجارية «بوبيدا»

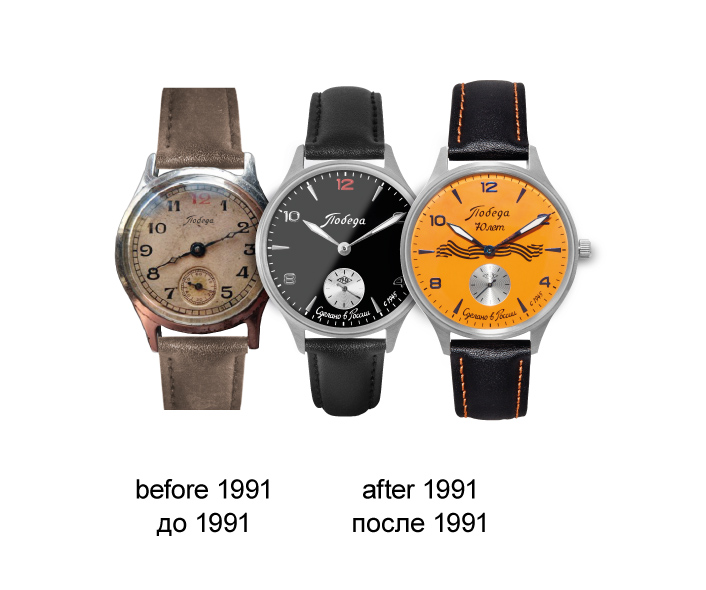
ساعات بوبيدا قبل وبعد سقوط الاتحاد السوفيتي

### خلال العهد السوفيتي
في الاتحاد السوفيتي، لم تكن العلامة التجارية للمنتج حصرية بالضرورة لموقع تصنيع معين (تغير هذا مع أن كل مصنع حصل على علامات تجارية خاصة به في الستينيات)، وخلال فترتها، تم نقل إنتاج ساعات المصنعة للساعات بين المصانع التالية: 
- مصنع بينزا للساعات (Пензенский Часовой Завод): لبضع سنوات من عام 1945
- مصنع موسكو الأول للساعات (Первый Московский Часовой Завод): 1946 إلى 1953
- بترودفوريتس مصنع بترودفوريتس للساعات (Петродворцовый Часовой Завод): 1946 حتى الوقت الحاضر
- مصنع كريستوبول للساعات (Watchистопольский часовой завод): من عام 1949 إلى عام 1950
- مصنع موسكو الثاني للساعات (Второй московский часовой завод): 1953 إلى 1964
- مصنع ماسلينكوف (Завод имени Масленникова): من 1951 إلى 2004

### في روسيا الحديثة
في روسيا اليوم، يعتبر مصنع بترودفوريتس للساعات من سانت بطرسبورغ المالك الحصري للعلامة التجارية التاريخية بوبيدا. يطور المصنع أيضًا إكسسوارات أزياء أخرى تحت هذه العلامة التجارية.

## ماركات أخرى استخدمت حركة «مصنع كريستوبول للساعات»
في حين تم مشاركة التصميم الأساسي K-26 من قبل هذه الشركات المصنعة، إلا أن بعضهم قاموا ببناء ساعات باستخدام حركات من نفس التصميم الأساسي تحت أسماء مختلفة، بما في ذلك المزيد من التحسينات والتعديلات، مثل مقاومة الصدمات، ومؤشرات اليوم / التاريخ التلقائية. 
طور مصنع موسكو الأول للساعات متغيرًا ثانيًا في المركز لهذه الحركة ولم يتم صنعه تحت اسم بوبيدا فحسب، بل أصبح أيضًا أساسًا لجيل من الساعات بما في ذلك ("Спортивные"، للرياضي)، (" Штурманские"، للملاح)، إلخ. يمكن رؤية إرث دائم من بوبيدا في حركات سلسلة راكيتا 2609: بينما لا تزال في الإنتاج فهي متوافقة تمامًا مع K-26. 
تم بيع ساعات بوبيدا في جميع أنحاء الاتحاد السوفيتي والعديد من دول حلف وارسو الأخرى، وهي اليوم موجودة في كل مكان في أوروبا الشرقية وآسيا الوسطى. تم إنشاء العديد من ساعات بوبيدا للاحتفال بالمناسبات الخاصة، مثل الانتصارات في المعركة، مؤتمرات الحزب، أو الرحلات الفضائية. غالبًا ما تم تقديم هذه الساعات التذكارية كهدايا.